# Cindy Crawford
Cynthia Ann Crawford (født 20. februar 1966) er en amerikansk fotomodel og skuespiller.

## Filmografi
| År   | Titel                           | Rolle                                |
| ---- | ------------------------------- | ------------------------------------ |
| 1987 | The Secret of My Success        | Model in opening montage, uncredited |
| 1995 | Unzipped                        | Herself                              |
| 1995 | Catwalk                         | Herself                              |
| 1995 | Fair Game                       | Kate McQueen                         |
| 1998 | 54                              | VIP Patron                           |
| 1998 | Beautopia                       | Herself                              |
| 2000 | Body Guards – Guardie del corpo | Herself and her double               |
| 2001 | The Simian Line                 | Sandra                               |